# Henri Bertin
Henri Léonard Jean Baptiste Bertin (Périgueux, 24 marzo 1720 – Spa, 16 settembre 1792) è stato un politico, avvocato e nobile francese.

## Biografia

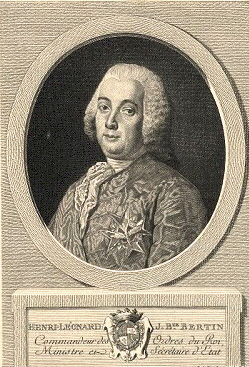
Bertin in una stampa d'epoca

Le prime notizie su Bertin sono del 1741, quando risulta fosse avvocato a Bordeaux, per diventare successivamente  presidente del Gran Consiglio,   controllore di Roussillon (1749) e di Lione (1754), ed essere poi nominato luogotenente generale della polizia di Parigi (1757–1759).
Nel 1759 divenne controllore generale delle finanze accettando l'incarico unicamente perché la Francia si trovava in un periodo di guerra e la gestione delle finanze era più semplice in tempo di guerra in quanto tutte le spese venivano permesse. Comunque avvisò Luigi XV che avrebbe dato le proprie dimissioni alla firma della pace, cosa che avvenne nel 1763. Creò durante il suo mandato un registro delle terre per una migliore distribuzione delle tasse, ma le sue riforme lo resero inviso al parlamento di Parigi.
Il 14 dicembre 1763 fu nominato segretario di stato delegato al controllo delle finanze della compagnia francese delle Indie orientali, delle manifatture di cotone e tela, delle scuole di veterinaria, dell'agricoltura e delle società di agricoltura, nonché delle miniere, vie d'acqua, canali, trasporti pubblici, corrieri, depositi, lotterie, pensioni, e altro. Nel 1764 lasciò i suoi incarichi a Anne Robert Jacques Turgot.
Bertin fu uno degli architetti del rinnovamento dell'agricoltura in Francia, creando la scuola di veterinaria di Lione. Affascinato dal mondo cinese, permise a due giovani cattolici cinesi di studiare in Francia e poi di ritornare in Cina, ricevendo una pensione da Luigi XVI. Bertin supportò la missione dei gesuiti presso l'imperatore cinese (guidata dai padri Bourgeois e Amiot).
Bertin emigrò dopo lo scoppio della Rivoluzione nei Paesi Bassi austriaci, nel 1791. Divenne membro onorario dell'Accademia francese delle scienze (1761) e dell'Académie des Inscriptions et Belles-Lettres (1772).